# Ceratoserolis
Ceratoserolis es un género de Isopoda de la familia Serolidae que habitan en las costas antárticas.

## Especies
- Ceratoserolis meridionalis (Vanhoeffen, 1914)
- Ceratoserolis pasternaki (Kussakin, 1967)
- Ceratoserolis serratus (Brandt, 1988)
- Ceratoserolis trilobitoides (Eights, 1833)